# پاراسلسوس (فیلم)
«پاراسلسوس» (انگلیسی: Paracelsus (film)) فیلمی در ژانر درام به کارگردانی گئورگ ویلهلم پابست است که در سال ۱۹۴۳ منتشر شد. از بازیگران آن می‌توان به ورنر کراوس و برنهارد گوتزکه اشاره کرد.